# Samuel Münchow
Samuel Münchow (* 31. März 1893 in Flensburg; † 22. September 1976) war ein dänischer Minderheitenpolitiker in Schleswig-Holstein.

## Leben und Beruf
Nach der Volksschule absolvierte Münchow eine Schmiedelehre, die er 1910 mit der Gesellenprüfung abschloss. 1933 legte er die Meisterprüfung zum Schlossermeister ab und führte von 1937 bis 1950 eine eigene Schlosserei. Münchow war verheiratet und hatte drei Kinder. 1965 wurde er für seine Verdienste um die dänische Minderheit mit der Guldnål (Goldnadel) des Sydslesvigsk Forening ausgezeichnet.

## Partei
Schon in der Weimarer Republik engagierte sich Münchow politisch für die dänische Minderheit und war ab 1923 im Vorstand des Südschleswigschen Vereins, dem er 1945/46 vorstand. Danker und Lehmann-Himmel charakterisieren ihn in ihrer Studie über das Verhalten und die Einstellungen der Schleswig-Holsteinischen Landtagsabgeordneten und Regierungsmitglieder der Nachkriegszeit in der NS-Zeit als grenzpolitischen Akteur und „angepasst-ambivalent“.
Nach dem Zweiten Weltkrieg beteiligte er sich an der Gründung des SSW, dessen Vorsitzender er 1949 vorübergehend war. Münchow gehörte innerhalb des SSW zu den Vertretern der Anschlussbestrebungen nach Dänemark.

## Abgeordneter
Von 1924 bis 1933 und nach 1945 gehörte Münchow dem Flensburger Stadtrat an. Er war von 1946 bis 1954 und von 1958 bis 1962 Landtagsabgeordneter in Schleswig-Holstein, wobei er 1947 den Wahlkreis Flensburg II/Glücksburg und 1950 den Wahlkreis Flensburg-Stadt-Ost gewinnen konnte. Seit 1947 war er Fraktionsvorsitzender des SSW im Landtag.